# Sedlec (Mladá Boleslav-i járás)
Sedlec település Csehországban, a Mladá Boleslav-i járásban. Sedlec Benátky nad Jizerou, Zdětín, Dolní Slivno, Kochánky és Mečeříž településekkel határos. Lakosainak száma 263 fő (2024. január 1.).

## Népesség
A település lakosságának változását az alábbi diagram mutatja:
| Lakosok száma | 239  | 244  | 397  | 290  | 196  | 179  | 252  | 248  | 244  | 263  |
|               | 1869 | 1890 | 1921 | 1950 | 1980 | 2001 | 2017 | 2019 | 2022 | 2024 |